# Гладіус

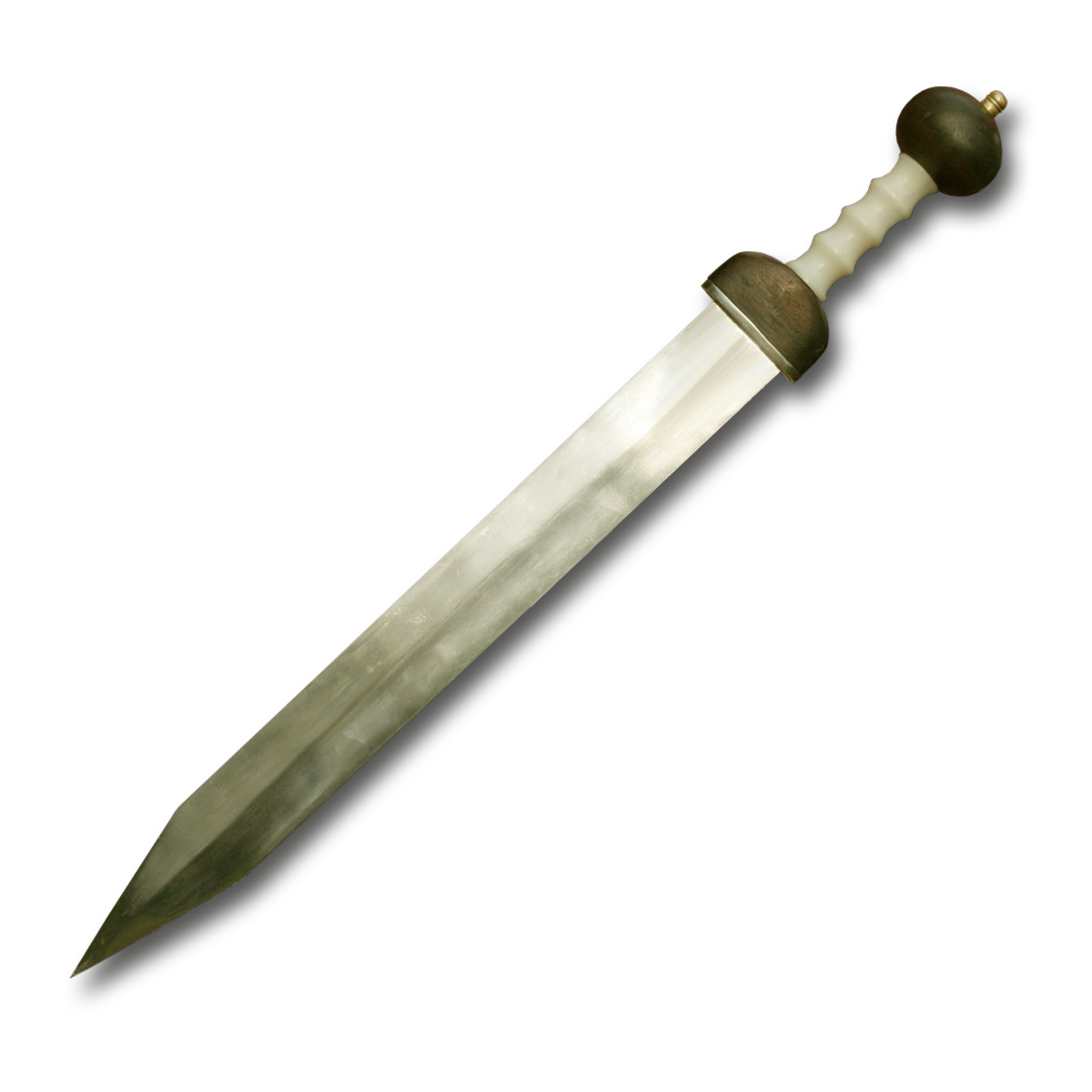
Сучасна реконструкція гладіуса

Гла́діус, іноді гла́дій (лат. gladius, дос. «кортик», «меч») — короткоклинкова одноручна римська зброя. Повна довжина меча становила приблизно від 55 до 85 см, а ширина — від 4 до 8 см. Короткий гладіус мав деякі переваги над довгими мечами варварів: при сильному натиску легіонери, прикриваючись великими щитами, мали змогу наблизитися до ворога на дуже коротку відстань, що значно ускладнювало користування довгоклинковою чи довгою древковою зброєю. Таким чином міць гладіуса була у сильному натиску та короткій дистанції.

## Етимологія
Слово «gladius» вживається в літературі вже в п'єсах античного римського драматурга Плавта.
За версією мовознавця Юліуса Покорні (Julius Pokorny), латинське gladius є запозиченням з кельтських мов (від галлів): пор. валл. cleddyf, корн. clethe, брет. kleze («меч», пор. «клеймор»). Давньоірландське claideb вважається запозиченням з валлійської. Неточна передача початкового звука припускає, що римляни запозичили форму *gladio- чи *kladio- з пракельтської або через посередництво ще якоїсь мови.

## Історія

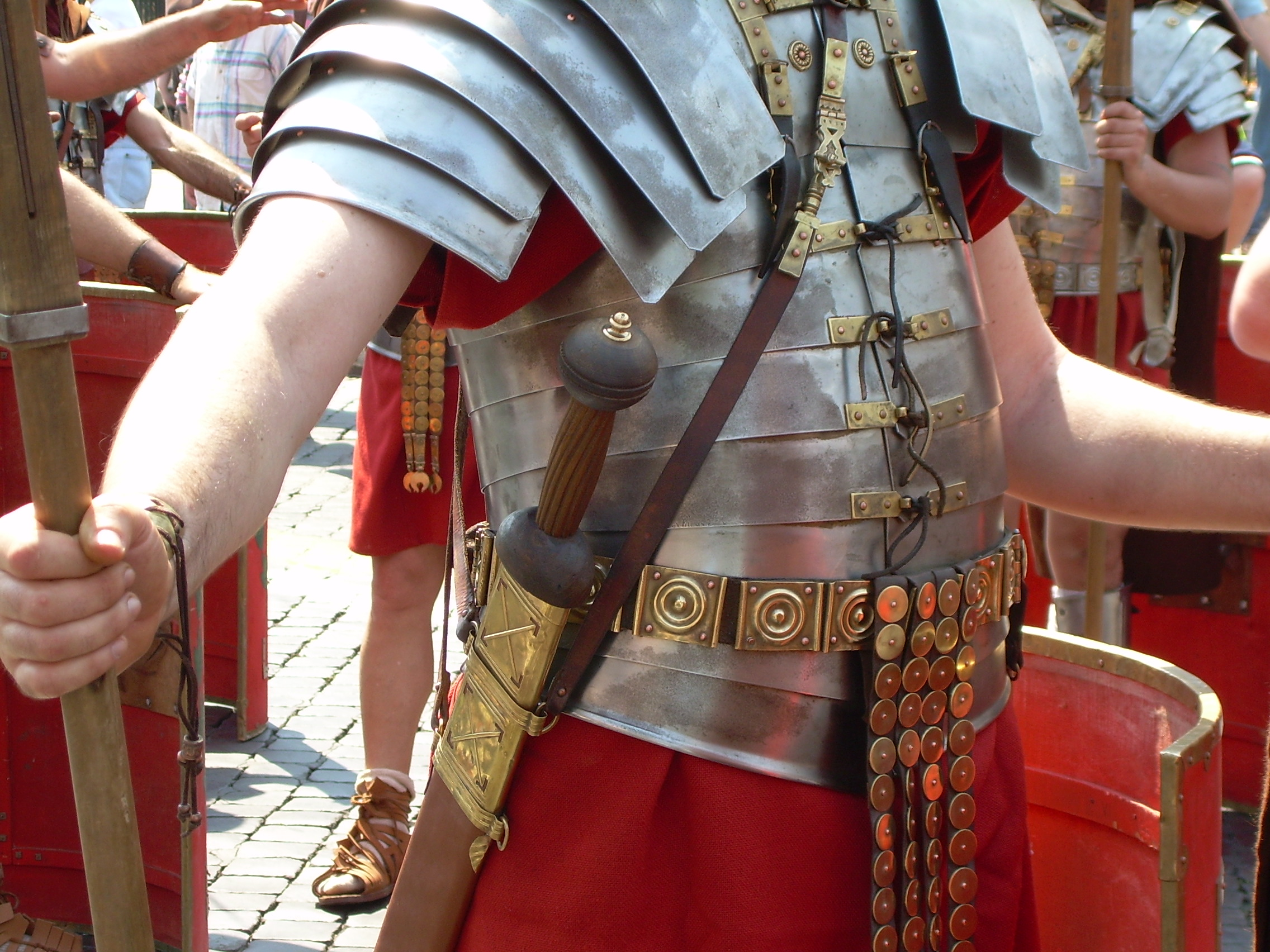
Гладіус на портупеї легіонера. Сучасна реконструкція

Гладіус був прийнятий на озброєння у Римській імперії з IV століття до н. е. по ІІ століття н. е. і був типовою холодною зброєю легіонерів. Використовувався для бою в строю. Хоча гладіусом можна було і рубати, вважалось що вбити противника можливо лише колючим ударом, і для таких ударів гладіус і був призначений. Виготовлялися гладіуси із заліза.
У ранні роки Стародавнього Риму римляни використовували мечі, подібні до давньогрецьких ксифосів. З 3 століття до Р.Х. римляни прийняли на озброєння мечі, конструкцію яких запозичили у кельтіберів та інших народів Іспанії під час Завоювання Іспанії Римом.
Поява гладіуса — довгий процес у військовій історії, якому передували різні еволюціонуючі форми меча. На формування гладіуса сильний вплив мала зброя етрусків. Носили гладіус у піхвах на перев'язі з правого боку — щоб можна було витягнути зброю, не відкриваючись щитом. У центуріонів меч висів ліворуч, оскільки ті не часто використовували щити, отже, не було потреби у носінні меча з правого боку. У вищих колах армії замість меча часто носили кинджал-пугіо (теж ліворуч).

## Модифікації
Існували такі модифікації гладіуса:
- «Майнцівський» гладіус
- Іспанський гладіус
- «Фулемський» гладіус
- «Помпейський» гладіус

### «Майнцівський» гладіус

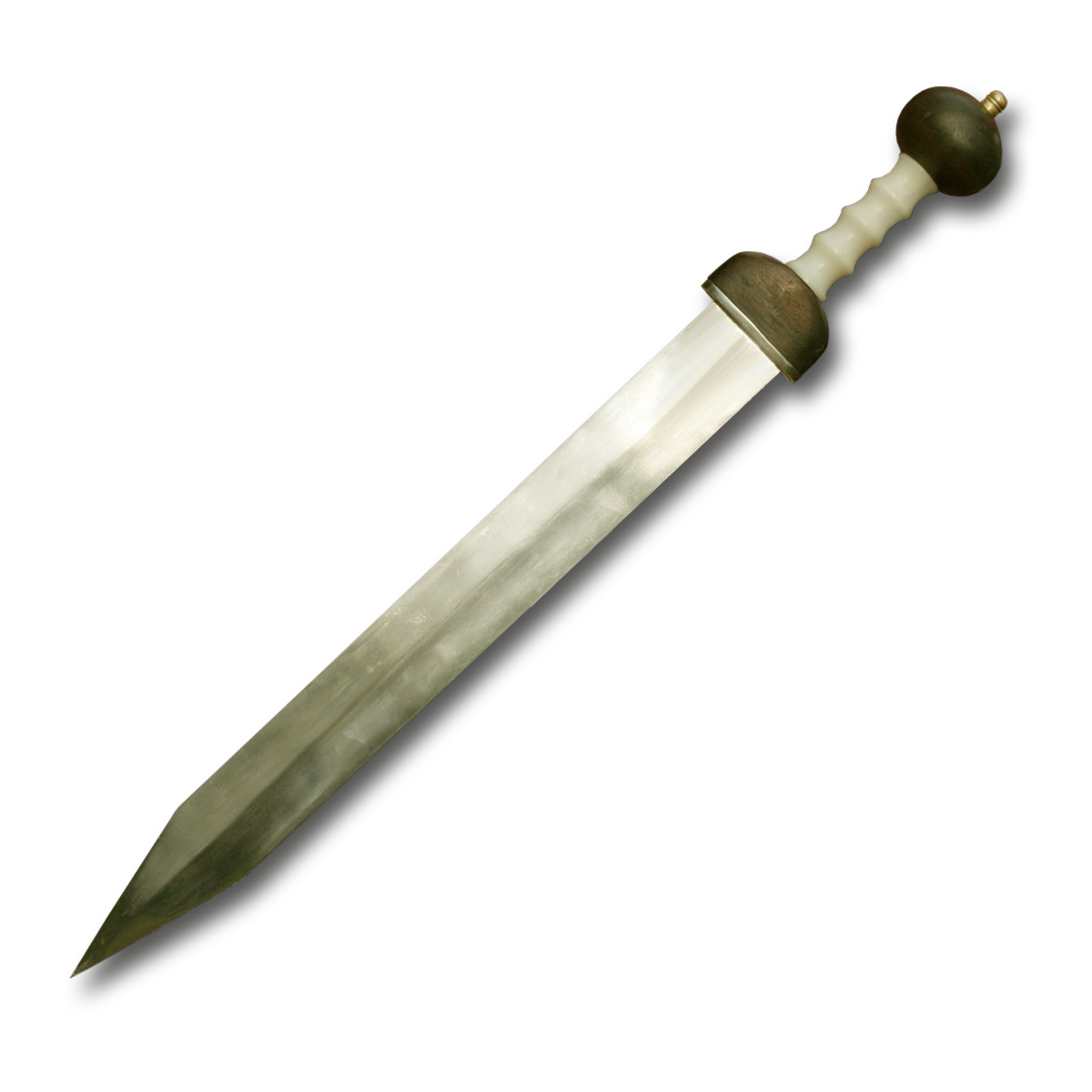
Сучасна реконструкція «Помпейського» гладіуса

«Майнцівський» гладіус — ранній тип меча. Виготовлявся до середини І ст. н. е. Довжина меча становила 60-70 см. Таку назву він отримав на честь німецького міста Майнца, яке виросло з римського військового табору Могонтіакум/Могонціакум (Mogontiacum), заснованого близько 13 р. до н. е. Саме там були знайдені мечі подібної форми. Клинок у даного типу був ширший, ніж у іспанського гладіуса, але зберігав форму листка, і тому був лише ширшою модифікацією останнього.

### Іспанський гладіус
Був у вжитку між 200 до н. е. до 20 до н. е. Клинок являв собою звужену форму «Майнцівського» гладіуса і мав листоподібну форму (чим був схожий на мечі етрусків) Довжина меча становила близько 75-85 см. Важив меч 900г — 1 кг. Цей тип має схожість з іберійським (іспанським) мечем, і, ймовірно, є його видозміненням, центр ваги був спрямований у бік вістря, що робило його ідеальним для важких рублячих ударів.

### «Фулемський» гладіус
Перший екземпляр даного типу був знайдений у річці Темзі у лондонському районі Фулем, від чого і пішла назва меча. Датується даний тип не раніше 43 р. н. е. — періодом римської окупації Британії Авлом Плавцієм. Цей тип мав дедалі плавно вужчий приталений клинок та трикутне вістря, що робило зброю зручною для уколу, який був ефективний у щільному строю. Довжина — 65-70 см. Вага — 700 грамів. Цей тип вважається перехідною ланкою між «Майнцівським» гладіусом та «Помпейським» гладіусом.

### «Помпейський» гладіус
«Помпейський» гладіус — пізня модифікація гладіуса. Назва походить від міста Помпеїв, де було знайдено чотири зразки даного типу, і які збереглися завдяки вулканічному попелу, який покрив ціле місто у 79 р. н. е. Був на озброєнні після 50 року н. е. Цей тип меча мав пряму форму з трикутним вістрям (дещо коротшим, ніж у «Фулемського»). Довжина меча становила 60-65 см. Через таку незначну довжину важив даний тип близько 700 грамів.

## Цікавий факт
Деякі припускають, що чарівний меч-кладенець зі східнослов'янських казок і билин може бути зв'язаний за походженням з кельтськими мечами. У такому разі, його назва порівнюється зі словами *kladyos, cleddyf, klezeñv, claideb і виводиться з кельтських мов.